# Bagno

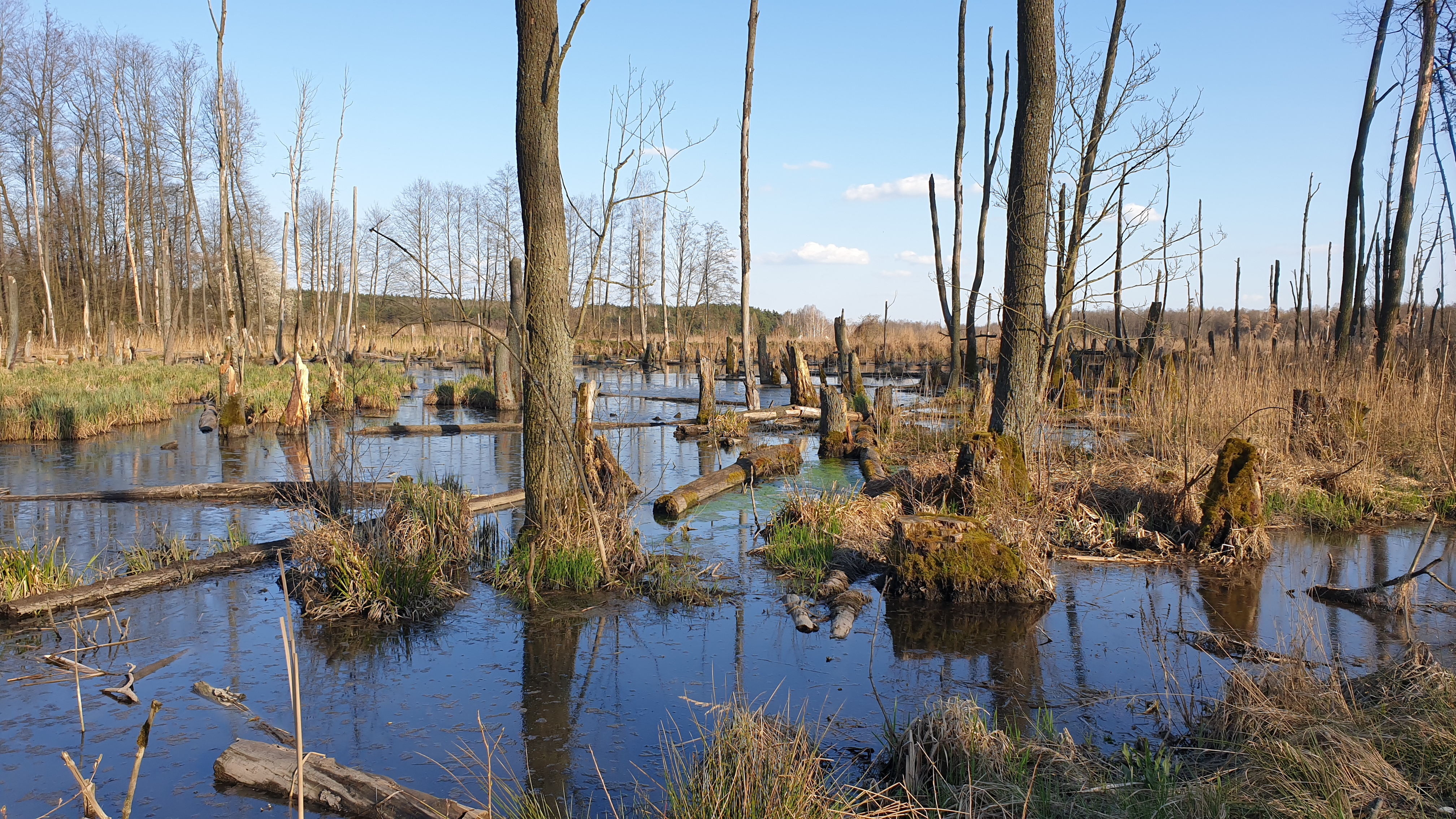
Bagno pokryte olsem bagiennym z zamierającym drzewostanem w Koceranach, woj. mazowieckie, Polska

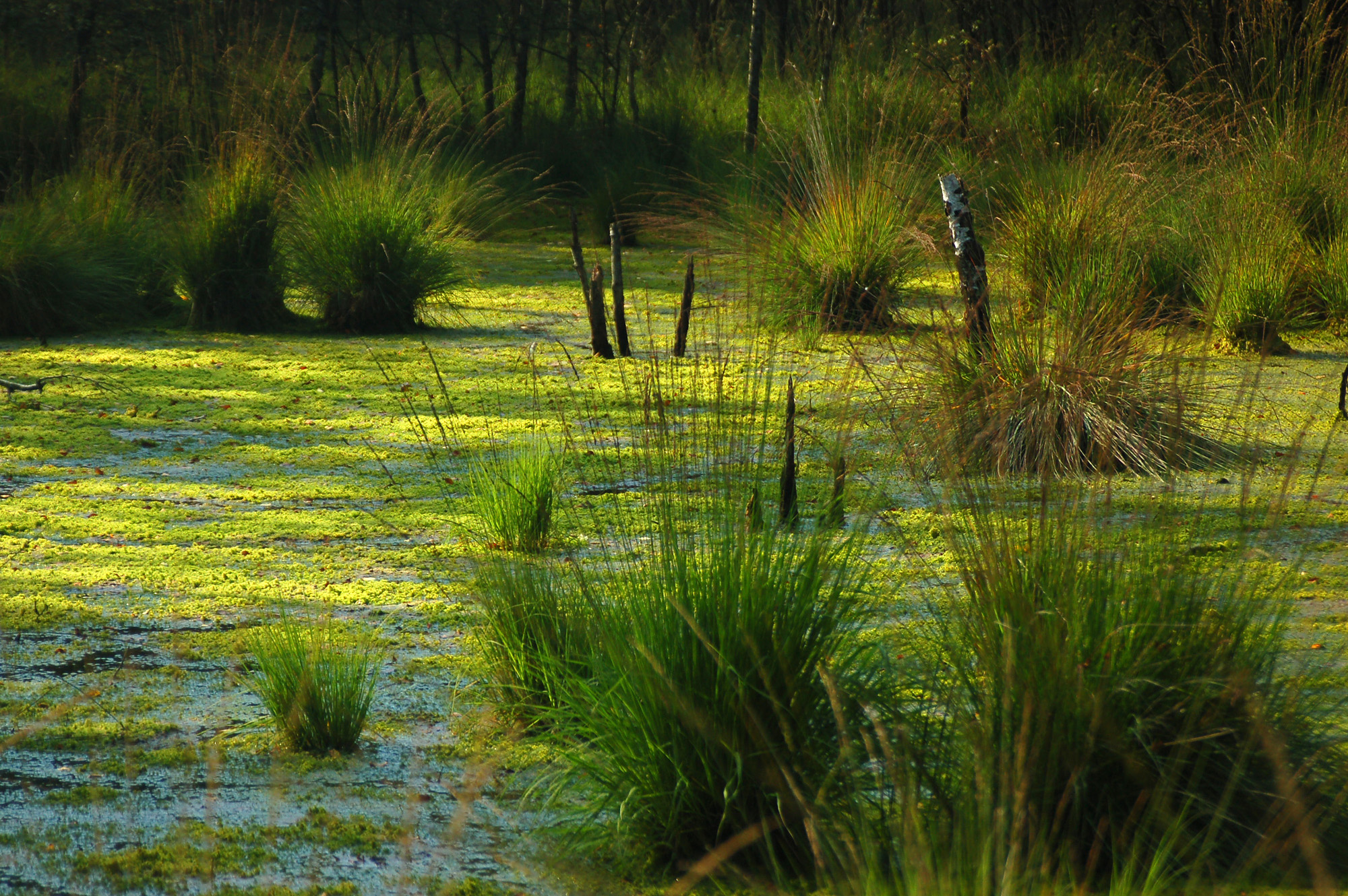
Bagno z trzęsawiskiem torfowcowym i kępami trzęślicy modrej Lütt-Witt w Henstedt-Ulzburg w północnych Niemczech

Bagno – obszar o utrzymującym się wysokim nawilgoceniu, porośnięty przez roślinność przystosowaną do specyficznych warunków związanych z dużą wilgotnością.
Pojęcie bagno w języku potocznym ma nieprecyzyjne znaczenie bliskie torfowisku. Pojęcia bliskoznaczne to trzęsawisko, grzęzawisko lub błoto. W literaturze specjalistycznej bagno może oznaczać teren stale podmokły i porośnięty roślinnością przystosowaną do bardzo wilgotnych warunków, której szczątki przekształcającą się w torf. W topografii bagnem określany jest obszar, na którym woda znajduje się na powierzchni – między kępami roślinności – przez znaczną część roku, a w najsuchszym okresie 80–90% objętości gruntu jest trwale nasycone wodą. Niektórzy definiują bagno jako praktycznie każde lądowe mokradło, zarówno torfowiskowe, jak i nie (namulisko, podmoklisko, mułowisko). W węższym ujęciu bagno może oznaczać jedynie obszary, gdzie zachodzą procesy bagienne, zwłaszcza odkładanie torfu, przy czym może to dotyczyć także torfowisk inicjalnych lub zdegradowanych, gdzie procesy bagienne są słabo zauważalne. Torfowisko, na którym zachodzą procesy torfotwórcze, w odróżnieniu od osuszonych i zdegradowanych torfowisk, bywa określane jako torfowisko żywe (aktywne) lub bagno torfowe.
Bagna tworzą się w warunkach płytkiego zalegania wód podziemnych, gdy odpływ jest utrudniony przez zagłębienia terenu lub w strefie wysięków. Czasem powstają w wyniku lądowacenia zbiorników wodnych.
Nauka zajmująca się badaniem genezy i funkcjonowania bagien to paludologia.

## Etymologia
Aleksander Brückner podaje, że słowo „bagno” jest prasłowem Słowian zachodnich i Słowian wschodnich. Słowianie południowi mają nazwę dla czerwieni od rudawego koloru bagien: bagŭr, „purpura”, bagrjanorodnyj, „w purpurze urodzony” (porfirogeneta), bagrjanica, „purpura”. Od słowa „bagno” nazwę wzięły:
- gnieżdżący się na nim bocian, którego zwano bagiem
- bagno zwyczajne od miejsca gdzie rośnie[6].